# 1,2-二氯乙烷
1,2-二氯乙烷，即邻二氯乙烷，化学式为C2H4Cl2，是卤代烃的一种，主要用作氯乙烯（聚氯乙烯单体）制取过程的中间体，也用作溶剂等。它在室温下是无色有类似氯仿气味的液体，有毒，具潜在致癌性，可能的溶剂替代品包括1,3-二氧杂环己烷和甲苯。
二氯乙烷还有一种异构体：1,1-二氯乙烷，又称“偕二氯乙烷”。

## 制程
二氯乙烷的年产量达到1750万吨，主要生产的地区是美国、日本及西欧。制程方法是用乙烯与氯气在三氯化铁催化下发生加成反应：
H2C=CH2 + Cl2 → Cl-CH2-CH2-Cl
它在高温裂解可以得到氯乙烯：
Cl-CH2-CH2-Cl → H2C=CH-Cl + HCl
副产物乙烯、氯化氢和空气通过载有氯化铜的氧化铝时，发生氧氯化反应而得到回收：
H2C=CH2 + 2 HCl + ½ O2 → Cl-CH2-CH2-Cl + H2O
另一个副产物氯乙烷可由分馏提取，用作麻醉剂。